# Quercus pentacycla
Quercus pentacycla Y.T.Chang – gatunek roślin z rodziny bukowatych (Fagaceae Dumort.). Występuje naturalnie w południowych Chinach – w południowo-wschodniej części prowincji Junnan.

## Morfologia
PokrójZimozielone drzewo dorastające do 15 m wysokości.
LiścieBlaszka liściowa jest skórzasta i ma owalnie eliptyczny kształt. Mierzy 10–14 cm długości oraz 4–6 cm szerokości, jest piłkowana na brzegu, ma zaokrągloną nasadę i spiczasty wierzchołek. Ogonek liściowy jest nagi i ma 15–20 mm długości.
OwoceOrzechy o jajowato elipsoidalnym kształcie, dorastają do 17 mm długości i 12 mm średnicy. Osadzone są pojedynczo w kubkowatych miseczkach do 35–50% ich długości. Same miseczki mierzą 12 mm średnicy.

## Biologia i ekologia
Rośnie w lasach mieszanych. Występuje na wysokości od 1400 do 1500 m n.p.m. Owoce dojrzewają w listopadzie.